# Saint-Honoré-les-Bains
 Saint-Honoré-les-Bains  es una población y comuna francesa, situada en la región de Borgoña, departamento de Nièvre, en el distrito de Ville de Château-Chinon y cantón de Moulins-Engilbert.

## Demografía
| 993 | 977 | 958 | 831 | 754 | 763 |
| Para los censos de 1962 a 1999 la población legal corresponde a la población sin duplicidades (Fuente: INSEE [Consultar]) |     |     |     |     |     |